# 米拉达·斯克尔布科娃
米拉达·斯克尔布科娃（捷克語：Milada Skrbková，1897年5月30日—1935年10月2日），捷克女子网球运动员。她曾代表捷克斯洛伐克参加1920年夏季奥林匹克运动会网球比赛，获得混合双打铜牌。